# Georg Escherich
Georg Escherich (ur. 4 stycznia 1870 w Schwandorfie, zm. 26 sierpnia 1941 w Monachium) – niemiecki leśnik, nacjonalistyczny polityk i podróżnik, autor tzw. "systemu białowieskiego" - rabunkowej eksploatacji Puszczy Białowieskiej
W 1907 roku i w latach późniejszych przebywał w Afryce. 

## I wojna światowa
Podczas I wojny światowej w 1914 roku został ranny w nogę na froncie zachodnim. Po leczeniu w Karlsruhe i pobycie w Łodzi i Warszawie przybył 18 września 1915 roku do Białowieży i został wojskowym zarządcą Puszczy Białowieskiej, gdzie zwalczał kłusownictwo i rozwijał rabunkową eksploatację drewna na potrzeby militarne Cesarstwa Niemieckiego. W tym czasie pod jego kierownictwem zbudowano sieć kolejek wąskotorowych i tartak w Hajnówce do przemysłowego przerobu drewna. Spowodowało to ogołocenie z drzew znacznych połaci puszczy. Escherich na mocy danych mu pełnomocnictw stał się niemal udzielnym władcą Puszczy Białowieskiej wraz z mieszkającą tam ludnością, którą zmuszano do przymusowej pracy wedle przedwojennych wzorców stosowanych w koloniach niemieckich. Celem Eschericha była intensywna eksploatacja puszczy, która miała stać się głównym "tartakiem II Rzeszy". Równocześnie doświadczenia z niszczycielskiej eksploatacji puszczy były ściśle rejestrowane i opisywany. Po zwycięskim zakończeniu wojny, "System białowieski posłużyć miał jako model leśnej gospodarki dla wykorzystania lasów Kamerunu".
W czasie I wojny światowej z Puszczy Białowieskiej pod zarządem Eschericha wywieziono  4–5 mln metrów sześciennych drewna, od  4% do 6 % całego drzewostanu na terenie 5760 ha. Puszcza była ponadto celowo niszczona z wielu terenów wycięto najpiękniejsze i najcenniejsze okazy starych drzew, które posłużyły m.in. do wyrobu luksusowych mebli i instrumentów muzycznych. Puszcza została też w wielkim stopniu zaśmiecona, bo odpadów nie wywożono, przyczyniając się do rozwoju plagi robactwa. W trakcie rządów niemieckich i późniejszych wydarzeń, związanych z wojną polsko-bolszewicką, wybito niemal całą zwierzynę w puszczy. 

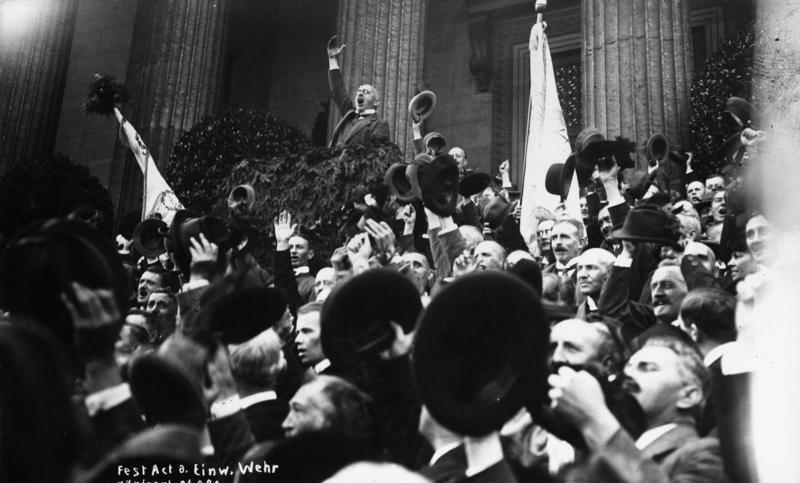
Na podwyższeniu Georg Escherich.

Interesował się też możliwościami zachowania żubrów, ograniczając jednak możliwości ich dokarmiania, ponieważ jego zdaniem zbyt mocno je to oswajało z człowiekiem. Escherich pozostał w Puszczy aż do 28 grudnia 1918 roku.
Powszechnie stał się znany w Niemczech około 1921 roku jako założyciel nacjonalistycznej „Organizacji Escherich” (w skrócie „Orgesch”) powstałej w związku z rewolucją listopadową i powstaniem w Monachium Republiki Radzieckiej. „Orgesch” był jedną z najsilniejszych paramilitarnych organizacji w Rzeszy Niemieckiej, a jej członkowie brali udział w walkach przeciwko Polakom i propolskim Ślązakom w  III Powstaniu Śląskim.
W latach 30. XX wieku zajął się publikowaniem wspomnień.

## Autobiografia
- Der alte Jäger. Erinnerungen aus meinem Leben, Berlin 1934
- Der alte Forstmann. Fahrten und Fährten in weiter Welt, Berlin 1935